# Losvergabe
Losvergabe ist ein Begriff aus dem deutschen Vergaberecht.

## Definition
Losvergabe bezeichnet die Aufteilung eines öffentlichen Auftrags in Teil- oder Fachlose. Sie ist das Antonym zur Gesamtvergabe, die von Generalunternehmer oder -übernehmer realisiert wird. 

## Rechtliche Bedeutung
Im deutschen Vergaberecht sind öffentliche Auftraggeber nach § 97 Abs. 4 S. 2 GWB grundsätzlich verpflichtet, einen öffentlichen Auftrag in Losen aufgeteilt zu vergeben. Eine Gesamtvergabe ist nach § 97 Abs. 4 S. 3 GWB ausnahmsweise zulässig, wenn wirtschaftliche oder technische Gründe dies erfordern.

## Einzelnachweis
1. ↑  Es braucht gute Gründe für eine Gesamtvergabe. 29. Oktober 2024, abgerufen am 18. Dezember 2024 (deutsch).